# Alexander Nikolajewitsch Murawjow

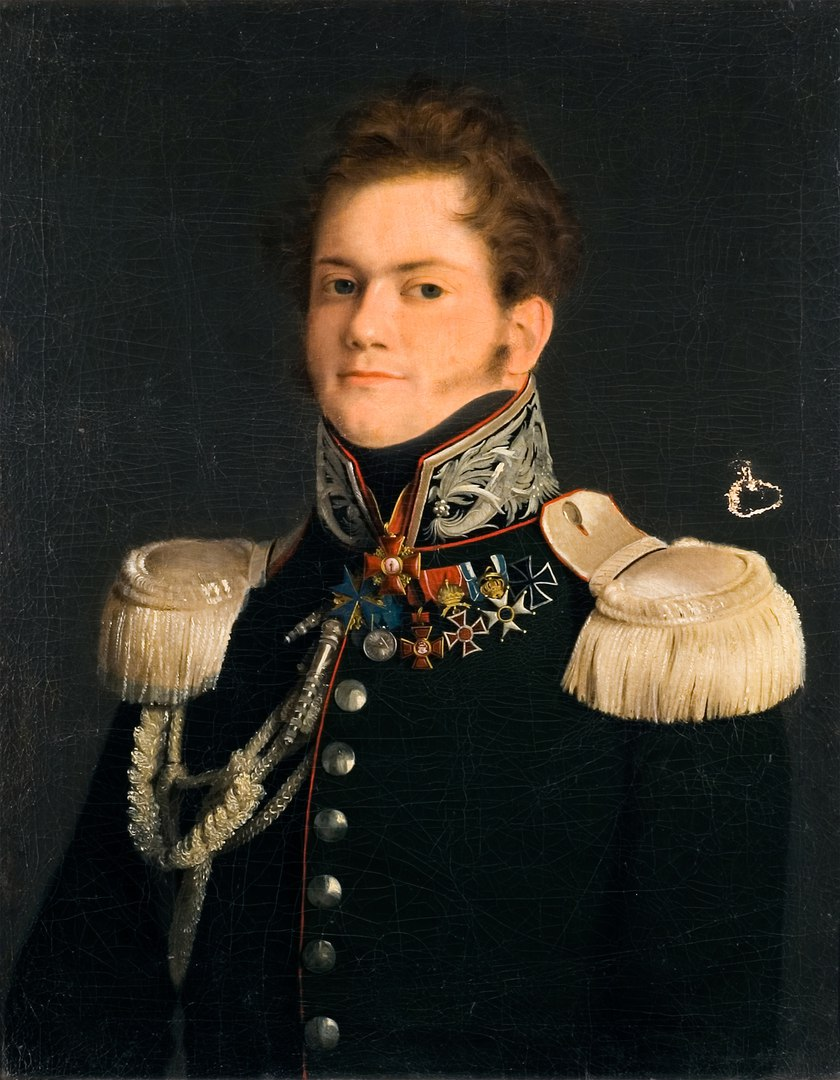
Alexander Nikolajewitsch Murawjow (1816–1818, F. A. Tulow, Museum des Vaterländischen Krieges 1812 (Filiale des Staatlichen Historischen Museums), Moskau)

Alexander Nikolajewitsch Murawjow (russisch Александр Николаевич Муравьёв; * 10. Oktoberjul. / 21. Oktober 1792greg.; † 18. Dezemberjul. / 30. Dezember 1863greg.  in Moskau) war ein russischer Stabsoffizier und Politiker.

## Leben
Murawjows Vater Generalmajor Nikolai Nikolajewitsch Murawjow (1768–1840) aus der altadligen Murawjow-Familie war der Gründer der Moskauer Kolonnenführerschule, in der Junker zu Stabsoffizieren ausgebildet wurden. Murawjow studierte 1806–1810 an der Kaiserlichen Universität Moskau und hörte Vorlesungen in der physikalisch-mathematischen, der moralisch-politischen und der sprachlichen Fakultät wie auch die künftigen Dekabristen Nikolai Iwanowitsch Turgenew, Iwan Dmitrijewitsch Jakuschkin, Pjotr Jakowlewitsch Tschaadajew, Nikita Michailowitsch Murawjow u. a. Zusammen mit anderen organisierte Murawjow die von seinem Vater und seinem Bruder Michail gegründete Moskauer Gesellschaft der Mathematiker.
Ohne Studienabschluss wurde Murawjow im März 1810 als Kolonnenführer in den Militärdienst aufgenommen und kam in die Quartiermeisterei. Im September 1810 wurde er zum Podporutschik befördert und arbeitete bei der Vermessung in den Gouvernements Wolhynien und Kiew mit. Im März 1812 kam er zum Generalquartiermeister der 1. Westarmee. Zu Beginn des französischen Russlandfeldzugs im Juni 1812 wurde er in das 5. Korps versetzt. Er nahm an den Schlachten bei Borodino (Adjutant Michael Andreas Barclay de Tollys), Tarutino, Malojaroslawez, Wjasma und Krasnoi teil. Im weiteren Verlauf des Sechsten Koalitionskriegs nahm er als Porutschik an den Schlachten bei Bautzen, Kulm, Leipzig und Fère-Champenoise teil. Im September 1813 war er in das Korps Platow abkommandiert und im November 1813 zum Stabskapitän befördert worden.
1814 wurde Murawjow in den Generalstab der Russischen Garde versetzt. Es folgte die Beförderung zum Kapitan im August 1814 und zum Oberst im März 1816. Er war Oberquartiermeister des 1. Reserve-Kavallerie-Korps. Als die Gardetruppe sich 1817–1818 in Moskau befand, war er dort deren Stabschef. Bei der Parade im Januar 1818 kam es zu einem Fehlverhalten der Unteroffiziere, worauf Murawjow auf Befehl Alexanders I. verhaftet wurde. Unter Protest legte Murawjow sein Amt nieder und wurde im Oktober 1818 aus dem Militärdienst entlassen. Im September 1818 hatte er Fürstin Praskowja Michailowna Schachowskaja (1788–1835) geheiratet, mit der er sieben Kinder bekam.
Seit Ende 1810 war Murawjow Mitglied der Freimaurerloge Jelisaweta zur Tugend in St. Petersburg. 1814 war er Mitglied einer Loge in Frankreich. 1816 wurde er Mitglied der Loge Drei Tugenden, deren Meister vom Stuhl er 1817–1818 war.
Murawjow war Mitglied des Heiligen Artels und der Militär-Gesellschaft. Er war Initiator, Gründer und faktischer Leiter der 1816–1818 existierenden ersten geheimen Dekabristen-Organisation Slawen-Union. Er war dann Gründungsmitglied der im Januar 1818 gebildeten eigentlich geheimen Wohlfahrtsunion und zeitweilig deren Moskauer Ortsvorstandsleiter. Er war an dem programmatischen Grünbuch der Wohlfahrtsunion beteiligt, in dem die Abschaffung der Leibeigenschaft und der Autokratie und die Einführung einer Verfassung gefordert wurden. Im Mai 1819 erklärte er den Austritt aus der Wohlfahrtsunion.
Nach der Niederschlagung des Dekabristen-Aufstands in St. Petersburg im Dezember 1825 wurde Murawjow im Januar 1826 auf dem Anwesen seiner Frau in Botowo bei Wolokolamsk verhaftet und nach St. Petersburg in die Hauptwache und dann in die Peter-und-Paul-Festung gebracht. Im Juli 1826 wurde er zur Verbannung nach Sibirien ohne Aberkennung seines Rangs und Adels verurteilt. Sogleich reiste er aus St. Petersburg in den Verbannungsort Jakutsk ab. Seine Frau folgte ihm, aber sie durften nicht gemeinsam reisen. Als er im August 1826 in Irkutsk ankam, war auf Ersuchen seiner Schwiegermutter J. S. Schachowskaja Werchneudinsk zu seinem Verbannungsort bestimmt, wo er im Januar 1827 eintraf. Sein Antrag auf Eintritt in den Zivildienst wurde im November 1827 genehmigt. Dank der Hilfe des Generalgouverneurs Ostsibiriens (mit dem neuen Gouvernement Jenisseisk) Alexander Stepanowitsch Lawinski, der Mitglied des Sonderkomitees für die Ausarbeitung der Regeln und Dokumente für die verurteilten Dekabristen in der Katorga und der Verbannung war, wurde Murawjow im Januar 1828 zum Polizeichef von Irkutsk ernannt. Im April 1828 trat er dort seinen Dienst an. Im Juli 1831 wurde er zum Vorsitzenden der Irkutsker Gouvernementsverwaltung im Rang eines Staatsrats (5. Rangklasse) ernannt.
Im Juni 1832 wurde Murawjow zum Vorsitzenden der Tobolsker Gouvernementsverwaltung ernannt. Nach seiner Ankunft im Oktober 1828 übernahm er das Amt des Zivilgouverneurs. Wegen eines Konflikts mit dem Generalgouverneur Westsibiriens Iwan Alexandrowitsch Weljaminow wurde Murawjow im Januar 1834 nach Wjatka als Vorsitzender der Strafkammer versetzt. Weljaminows Nachfolger Nikolai Semjonowitsch Sulima ließ ihn Ende 1834  in sein Tobolsker Amt zurückkehren.
Im Mai 1835 wurde Murawjow zum Vorsitzenden der Strafkammer des Gouvernements Taurien ernannt. 1837 nahm er einige Male das Amt des Zivilgouverneurs wahr. Wegen eines Konflikts mit dem Generalgouverneur Michail Semjonowitsch Woronzow wurde er im November 1837 als Zivilgouverneur in das Gouvernement Archangelsk versetzt. Wegen eines Bauernaufstands im Ischemski rajon wurde er aus diesem Amt im Juni 1839 entlassen. 1841 heiratete er die Schwester seiner verstorbenen Frau Marfa Michailowna (1799–1885), die die englische Sprache beherrschte und noch im hohen Alter die englische Literatur studierte.
Im April 1843 trat Murawjow in den Dienst des Innenministeriums. Im Februar 1846 wurde er Mitglied des Rats des Innenministers. Er führte Revisionen verschiedener Gouvernements durch. Im September 1848 wurde er zum Wirklichen Staatsrat (4. Rangklasse) ernannt.
Im Mai 1851 kehrte Murawjow auf seine persönliche Bitte als Oberst des Generalstabs in den Militärdienst zurück. Während des Krimkriegs wurde er im Juli 1854 nach Polen abkommandiert. Im August 1854 kam er ins Hauptquartier und wurde im März 1855 zum Generalmajor befördert. Im Juli 1855 wurde er wegen Grauen Stars beurlaubt.
Im September 1856 wurde Murawjow Militärgouverneur des Gouvernements Nischni Nowgorod. Er erreichte die Verbannung des Grundherrn Scheremetew wegen dessen grausamer Behandlung der Leibeigenen. Murawjow war an der Bauernreform zur Aufhebung der Leibeigenschaft als Teil der Großen Reformen unter Alexander II. beteiligt. Im April 1861 wurde er zum Generalleutnant befördert. Wegen des Scheremetew-Konflikts verlor er im September 1861 sein Amt in Nischni Nowgorod und wurde Senator im Moskauer Departement des Senats.
Murawjow hatte 5 Geschwister. Der Offizier, Diplomat und Forschungsreisende Nikolai Nikolajewitsch Murawjow-Karski, der Offizier und Politiker Michail Nikolajewitsch Murawjow-Wilenski und der Kirchenhistoriker und Dichter Andrei Nikolajewitsch Murawjow waren jüngere Brüder Murawjows.
Murawjow wurde im Moskauer Nowodewitschi-Kloster begraben. Das Grab ist nicht erhalten. Ein Grabstein wurde 1979 aufgestellt.

## Ehrungen
- Orden der Heiligen Anna III. Klasse mit Schwertern (1812 nach der Schlacht bei Borodino), II. Klasse (1814), I. Klasse (1857), I. Klasse mit Kaiserkrone und Schwert (1858)
- Goldenes Schwert für Tapferkeit (1812 nach der Schlacht bei Wjasma)[3]
- Orden des Heiligen Wladimir IV. Klasse mit Schleife (1813)
- Pour le Mérite (1813)
- Kulmer Kreuz (1813)
- Österreichisch-kaiserlicher Leopold-Orden (1814)
- Militär-Max-Joseph-Orden (1814)